# シェイク・イット・アップ
『シェイク・イット・アップ』（Shake It Up）は、アメリカのニュー・ウェイヴ・バンド、カーズが1981年に発表した4枚目のスタジオ・アルバム。
シンセサイザーの導入などにより、前作よりポップな曲調が目立つ。シングル「シェイク・イット・アップ」もオリコンチャートで4位にランクインしている。

## 収録曲
特記したものを除き、全てリック・オケイセックの作詞・作曲。
1. シンス・ユーアー・ゴーン - "Since You're Gone" - 3:30
2. シェイク・イット・アップ - "Shake It Up" - 3:32
3. アイム・ノット・ザ・ワン - "I'm Not The One" - 4:12
4. ビクテム・オブ・ラブ - "Victim Of Love" - 4:24
5. クルーザー - "Cruiser" - 4:54
6. ドリーム・アウェイ - "A Dream Away" - 5:44
7. ジス・クッド・ビー・ラブ - "This Could Be Love" - 4:26（オケイセック/グレッグ・ホークス）
8. シンク・イット・オーバー - "Think It Over" - 4:56
9. メイビー・ベイビー - "Maybe Baby" - 5:04

## パーソネル
- リック・オケイセック (Ric Ocasek) – ボーカル (リードボーカル - 1、2、3、4、6、9)、リズムギター
- エリオット・イーストン (Elliot Easton) – リードギター、バック・ボーカル
- ベンジャミン・オール (Benjamin Orr) – ボーカル (リードボーカル - 5、7、8)、ベース
- デヴィッド・ロビンソン (David Robinson) – ドラム、パーカッション
- グレッグ・ホークス (Greg Hawkes) – キーボード、バック・ボーカル